# Newsmaking
Newsmaking – mechanizm wytwarzania informacji.
Pojęciem zajął się między innymi Denis McQuail, który opisał etapy badawcze. Rozpoczął od wszelkich prac nad wpływem indywidualnych zmiennych w wytwarzaniu informacji, skończył na wielkich badaniach nad strukturyzowaniem informacji przez media.
Podczas badania newsmakingu Michael Schudson zauważył, że media rozwijają linie dodawanych treści: wolą mówić o wydarzeniach dramatycznych, z dystansem, w sposób techniczny, opierając się na oficjalnych źródłach.
Harvey Molotch oraz Marilyn Lester dzielą w badaniu informacje konstruowane przez media na cztery kategorie: wydarzenia rutynowe, skandale, wypadki, szczęśliwy traf.